# Liturgische Konferenz Niedersachsens
Die Liturgische Konferenz Niedersachsens (LKN) ist ein eingetragener Verein und Teil der (evangelischen) „Jüngeren liturgischen Bewegung“. „Der Zweck der Konferenz ist die Erneuerung und Vertiefung des Gemeindelebens aus der gottesdienstlichen Mitte der Gemeinde.“ Die LKN wurde am 28. Oktober 1925 in Bremen gegründet.

## Geschichte

### Gründer- und Entwicklungsjahre
Die Gründung der Konferenz geht vermutlich auf die Initiative des Oldenburger Pfarrers Erich Hoyer zurück, der an der Lambertikirche schon Anfang der 1920er Jahre zusammen mit seinem Organisten und Schwager Otto Wissig einen sehr aktiven „liturgischen Ausschuss“ gründete. Zweierlei ist typisch für das, was hier seinen Anfang nahm: a) ein partnerschaftliches Zusammenwirken von Theologie und Kirchenmusik; b) ein liturgischer Gemeindeausschuss als Urzelle landesweiten Wirkens. Zum Vorsitzenden wurde der Hamburger Hauptpastor Karl Horn gewählt. Hoyer war als erster Geschäftsführer und als Organisator tätig.
Der Bereich „Niedersachsen“ war damals viel weiter gefasst als das heutige Bundesland Niedersachsen. Die Konferenz fand Mitglieder und finanzielle Unterstützung nicht nur aus den Kirchen des heutigen Niedersachsen, sondern auch aus Bremen, dem Bereich der heutigen Nordelbischen Kirche, aus Mecklenburg und dem östlichen Westfalen (Minden-Ravensberg). Einzelmitglieder fanden sich auch noch aus anderen Kirchen, z. B. der Liturgiker Otto Dietz (Nürnberg). Insgesamt zählte die Konferenz zeitweise an die 500 Mitglieder. Damals gehörten auch zahlreiche Landesbischöfe dazu, z. B. der hannoversche Bischof August Marahrens.
Die theologische Leitvorstellung dieser aus den niedersächsischen evangelischen Gemeinden erwachsenen liturgischen Bewegung war von Anfang an die „feiernde Gemeinde als im Gottesdienst handelndes Subjekt, wobei dieses Handeln kein eigenmächtiges, sondern ein von Gottes Geist hervorgerufenes“ ist.
Die Gründungssatzung nennt folgende Aufgaben:
1. wertvolles liturgisches Gut wissenschaftlich bearbeiten und für den Gemeindegebrauch verwendungsfähig machen,
2. den Gemeinden das Wesen gottesdienstlichen Lebens und kirchlicher Frömmigkeit immer wieder nahebringen,
3. Pfarrern, Kantoren und Organisten in ihrem liturgischen Handeln mit Rat und Tat zur Seite stehen,
4. Verbindung mit Kirchenbehörden und Synoden unterhalten, um so die gesetzesmäßige Grundlage zur Sicherung und Förderung des liturgischen Lebens zu schaffen,
5. die liturgische Bewegung der Gegenwart verfolgen und gemäß den oben angegebenen Grundsätzen zu fördern suchen.

Im Verfolg dieser Ziele wurde eine Schriftenreihe in Gang gebracht, die zuerst bei Bertelsmann in Gütersloh, vorübergehend bei Bärenreiter in Kassel und schließlich in Göttingen bei Vandenhoeck & Ruprecht erschien. Wichtig wurden – und sind bis heute – die „Jahres“-Tagungen, die laut Satzung jährlich, bald aber nur alle zwei Jahre stattfanden: 1926 in Lübeck, 1927 in Schwerin, 1929 in Hildesheim, 1931 in Flensburg, 1933 in Gütersloh und – nach offenbar vierjähriger Pause – 1937 in Isenhagen bei Hankensbüttel.
In Lübeck hielt der lutherische Dogmatiker Paul Althaus d. J. einen für die Arbeit in den nächsten Jahren programmatischen Vortrag über „Das Wesen des evangelischen Gottesdienstes“. Ausgangspunkt ist das Evangelium als „Wort und Tat Gottes in Christus“. Im Sinne von Luthers bekannter Torgauer Schlossweihpredigt versteht Althaus den Gottesdienst dialogisch, doch ist Gott gegenwärtig nicht nur im Wort der Verkündigung, sondern ebenso in der Antwort der Gemeinde, nicht nur im gesprochenen und gesungenen Wort, sondern ebenso in der Handlung des Abendmahls und der Gemeinschaft der Versammelten. Wobei „Gott doch der bleibt, der, wie das Wort, so auch die Antwort der Gemeinde schenkt“. Althaus verwahrt sich gegen eine „liturgistische“ Diskriminierung der Predigt, gegen reformerische Mystiker, denen das religiöse Gefühl alles ist, aber auch gegen hochkirchliche Tendenzen in einem Teil der liturgischen Erneuerungsbewegung.
Entsprechend berichtet ein Tagungsteilnehmer, „dass man sich klar und bestimmt gegen hochkirchliche Bestrebungen abgrenzte und keinen Zweifel darüber ließ, dass man hochkirchliche Ziele nicht habe“. Man verstand sich demgegenüber als volks-kirchlich und kennzeichnete die eigene Arbeit – in Aufnahme eines Begriffs des katholischen Liturgikers Pius Parsch – als „volksliturgisch“. Das bedeutete: Neben der Aus- und Fortbildung kirchlicher Mitarbeiter widmete man sich der liturgischen Bildung und Einübung der Gemeinde. Schon auf der Lübecker Tagung proklamierte Paul Graff dieses Ziel in seinem Eröffnungsvortrag: „Die Gemeinde ist fähig, unsere große Sache selbst in die Hand zu nehmen“ und ebendort: „Auf uns, die Gemeinde, kommt alles an“. Darum hielt Erich Hoyer in den ersten Jahren zahlreiche Vorträge in den Gemeinden. Das gottesdienstliche Leitbild der Konferenz war also von Anfang an alles andere als „pfarrherrlich“. Der Vorstand wurde satzungsmäßig verpflichtet, „dass in den einzelnen kirchlichen Gebieten besondere Landesausschüsse gebildet werden“. Leider waren diese nicht von Dauer. Die LKN war zwar die erste, blieb aber nicht die einzige ihrer Art. Zahlreiche weitere Konferenzen wurden in Deutschland gegründet, auch landschaftlich eng begrenzte wie die „an der oberen Nahe“.

### Liturgisches Seminar und Kirchenbuch
Zwei besondere Projekte zeichneten sich in den nächsten Jahren ab: der Aufbau eines liturgischen Seminars und die Zusammenstellung eines „Kirchenbuches“ für die Gemeinde in Kirche und Haus. Nach langen Verhandlungen mit „Vertretern der Landeskirchen von Hannover, Schleswig-Holstein, Hamburg, den beiden Mecklenburg, Braunschweig, Oldenburg und Eutin unter Leitung des Herrn Landesbischofs Abt D. Marahrens in Lüneburg mit Vorstandsmitgliedern der Konferenz“ kam es 1935 zur Gründung eines „Liturgischen Seminars“ in Isenhagen, nahe Hankensbüttel, und zwar im dortigen ehemaligen Landratsamt, das man vom Staat anmietete. Man hatte 35 Betten zur Verfügung. Erich Hoyer wurde von der hannoverschen Landeskirche in der kleinen Gemeinde Isenhagen angestellt und hatte damit viel Zeit für sein Seminar. Dort fanden in den folgenden Jahren zahlreiche Tagungen statt, teils für ganze Gemeindegruppen, teils für den Theologennachwuchs. Auch das Landeskirchenamt Hannover warb für Seminare mit der „anmutigen, abgeschiedenen Lage“ Isenhagens.
Finanzierung und Auslastung des Hauses bereiteten allerdings wachsende Probleme. Die Hannoversche Landeskirche musste sich dabei immer stärker engagieren, natürlich nicht nur hinsichtlich der finanziellen Risiken, sondern auch in der Leitung des Unternehmens. Hatte zunächst ein zwanzigköpfiger „Konvent“ die Leitung, dem der Geschäftsführer verantwortlich war, so trat an seine Stelle nun ein Kuratorium unter Vorsitz von Oberlandeskirchenrat Christhard Mahrenholz, ohnehin längst über die Landeskirche hinaus (neben Oskar Söhngen, Berlin) führend auf den Gebieten von Gottesdienst und Kirchenmusik. Die Kassenführung lag inzwischen beim Landeskirchenamt in Hannover. Die Folge war, dass zur Auslastung des Hauses immer mehr Fremdtagungen den eigentlichen Zweck des Seminars in Frage stellten und manchen liturgischen Kurs dann auch blockierten.
Die Isenhagener Jahrestagung 1937 war noch einmal ein Höhepunkt im Leben der Konferenz vor dem großen Krieg. Christhard Mahrenholz hielt einen Vortrag über „Luther und die Kirchenmusik“ und wurde zum Vorsitzenden der Konferenz gewählt (was er von praktisch längst war). In den Folgejahren wurde das Verhältnis zwischen Vorsitzendem und Geschäftsführer anscheinend immer gespannter. Seit Gründung des Seminars waren inzwischen wöchentlich die „Isenhagener Kirchenzettel“ erschienen. Sie wurden 1940 im „Isenhagener Kirchenbuch“ zusammengefasst, das unter neuem Titel in drei Teilbänden oder auch einbändig lieferbar war. Für jeden Sonn- oder Festtage und die auf die Sonntage folgende Woche sind zusammengestellt: eine allgemeine Charakterisierung, ein Wochenspruch, die Texte von Evangelium und Epistel mit Auslegungen, ein Lied der Woche mit Kurzkommentar, ein Gebet der Woche (Kollektengebet), eine geistliche Betrachtung sowie Morgen- und Abendlesungen für die Wochentage. Hinzu traten noch liturgische Einführungen in das Kirchenjahr sowie Abhandlungen zu Kernfragen aus der Glaubenslehre. Namhafte Autoren arbeiteten mit, z. B. – außer Mahrenholz – die Bischöfe August Marahrens, Hans Meiser und Theophil Wurm, Oskar Söhngen, die Professoren Paul Althaus, Wilhelm Stählin, Leonhard Fendt und Friedrich Delekat.
1941 gründete die LKN zusammen mit Liturgischen Konferenzen im Rheinland und in Westfalen eine Arbeitsgemeinschaft für eine gemeinsame uniert-lutherische Agende. Auch das ist für den alles andere als konfessionalistischen oder regionalistischen Geist der niedersächsischen Konferenz bezeichnend. Aus der Arbeitsgemeinschaft erwuchs nach dem Kriege die Lutherische Liturgische Konferenz Deutschlands und so letztendlich das Agendenwerk der gliedkirchlichen Zusammenschlüsse von VELKD und EKU in der EKD. Dass die dann doch darauf bestanden, eine je eigene Agende zu bekommen, ist nicht Schuld der Liturgischen Konferenzen. Das gemeinsame Evangelische Gottesdienstbuch (EGb) von 1999, an dem Vertreter der LKN von den Vorarbeiten an intensiv mitwirkten, hat dieses liturgische Schisma inzwischen beendet.

### Liquidation und Wiederbelebung
Noch vor Beginn des Zweiten Weltkrieges wurde dem Seminar vom Staat gekündigt, da man das Haus für den weiblichen „Reichsarbeitsdienst“ beanspruchte. Mahrenholz legte sich einen weiteren Briefkopf zu: „Der Liquidator des Liturgischen Seminars in Isenhagen“. Prompt richtete Erich Hoyer seine Briefe an „den Herrn Liquidator“ (wobei man wohl einen bitter-sarkastischen Unterton heraushören darf). Dem Krieg fiel dann auch die Weiterführung des Kirchenbuchs zum Opfer. Praktisch war die ganze LKN „liquidiert“. Erich Hoyer – krank, erschöpft, anscheinend zunehmend verbittert – verstarb 1943.
Nach dem Krieg entstanden das Evangelische Kirchengesangbuch (EKG) und die Agende I, während die LKN tot schien. Erst 1957 regte Mahrenholz ihre Wiederbelebung an. Ein neuer Vorstand wurde gewählt, mit dem Superintendenten Friedrich Frerichs (Lilienthal) als Vorsitzendem und Pastor Walter Lührs (Hohnstedt, später Superintendent in Göttingen) als Geschäftsführer. Mahrenholz versprach sich offenbar von der „volksliturgischen“ Arbeitsweise der LKN eine Einwurzelung der amtlich beschlossenen Agenden in den Gemeinden. Daran arbeitete die Konferenz denn auch mit der Herausgabe zahlreicher Faltblätter für die Gemeinde: nicht mehr so detailliert wie in den Isenhagener Kirchenzetteln, aber mit kurzen Einführungen in die Gottesdienstordnungen (auch der Kasualien) und einzelnen Materialien, z. B. für Karfreitag.
Wenn die Konferenz in den 1960er Jahren, im Verfolg ihres ursprünglichen Ansatzes, zur liturgischen „Reformpartei“ und zu einer Wegbereiterin des EGb wurde, so wissen wir heute, dass das durchaus im Sinne von Mahrenholz war. Sie regte die Bildung eines Arbeitskreises, zusammen mit der Volksmission und dem Landesjugendpfarramt Hannover, unter der Bezeichnung „Arbeitskreis Gottesdienst/Sachsenhain“ an und gab von diesem erarbeitete „Neue Texte für den Gottesdienst“ heraus; zunächst als Hausdruck, später als Schriftenreihe im Lutherischen Verlagshaus Hannover.

## Themen der Jahrestagungen
In den vergangenen Jahren hat die Konferenz immer wieder neue Themen aufgegriffen und angeregt, wie auch die Themen der Jahrestagungen zeigen:
- 1971 Göttingen: Gottesdienst in Bewegung (Neues im traditionellen Gottesdienst)
- 1973 Braunschweig: „Gemeindegottesdienst im Gespräch“ (auf dem Weg zum Strukturpapier)
- 1975 Verden: „Gottesdienst und Gemeindeaufbau“ (Gottesdienst als Forum des Gemeindelebens)
- 1977 Rastede: „... nicht vom Wort allein“ (Bild und Aktion im Gottesdienst)
- 1979 Hamburg: „Fest Gottesdienst“ (multimediale Liturgie)
- 1980 Isenhagen: „Auch 55 Jahre sind ein Grund zum Feiern“ (Jubiläumstagung)
- 1982 Goslar: „Gottesdienstpraxis im Spiegel der Medien“ (Rundfunk- und Fernsehgottesdienste)
- 1985 Bückeburg: „Die Zukunft des Gemeindeliedes“ (zur Vorbereitung des Evangelischen Gesangbuchs)
- 1986 Celle: „Gestaltete Bewegung im Glauben“ (liturgischer Tanz)
- 1988 Helmstedt: „Predigt und Musik“
- 1990 Osnabrück: „Leben im Gottesdienst - Gottesdienst im Leben“ (das Projekt „Gottesdienst Leben“ in Amerika und der VELKD und das Synodenprojekt Gottesdienst in der deutschsprachigen Schweiz)
- 1992 Hannover: „Den Geist dämpft nicht!“ (offene Formen in der Erneuerten Agende)
- 1994 Verden: „Abendmahl: Verwandlung, Erneuerung, Gemeinschaft“ (auf dem Weg zum Evangelischen Gottesdienstbuch (EGb))
- 1996 Einbeck: „Der Feier Raum schaffen“ (liturgische Raum-Lehre und Kirchenpädagogik)
- 1998 Helmstedt: „Fremde Welt Gottesdienst“ (im Zusammenhang einer EKD-Umfrage)
- 2000 Leer: „Spiel mir das Lied vom Leben“ (nach Einführung des EGb und des reformierten Kirchenbuches)
- 2002 Göttingen: „Das Leben feiern – Gottesdienst und Lebensgeschichte(n)“ (Kasualien)
- 2004 Hildesheim/Michaeliskloster: „Gottesdienst im Jahre 2010 – Wozu brauchen wir künftig eine LKN?“ (nach Eröffnung des dortigen Zentrums für Gottesdienst & Kirchenmusik)
- 2005 Verden: „Gemeinde feiert Gottesdienst?!“
- 2007 Braunschweig: „Kirchenjahr erneuern“
- 2009 Celle: „Liturgische Portale“
- 2011 Hannover: „Gottesdienste mit kleiner Gemeinde“
- 2012 Göttingen: „Evangelisches Gottesdienstbuch vor Ort“
- 2013 Goslar: „Gottesdienste als Geschenk und Herausforderung“
- 2014 Hemmingen: „Gottesdienst feiern in einer seniorenfreundlichen Gemeinde“
- 2015 Hildesheim: „Liturgische Bildung in Geschichte und Gegenwart“
- 2016 Oldenburg: „Der evangelische Gottesdienst 2017“
- 2017 Verden: „Gottesdienst feiern in einer singenden Gemeinde“
- 2018 Helmstedt: „Die Verantwortung der Gemeinden für den Gottesdienst“
- 2019 Gehrden: „Gottesdienst im Gespräch – trialogische Konvente von Pfarramt, Kantorat, Lektorat“
- 2021 Hannover: „Zur gottesdienstlichen Lage in Corona“
- 2022 Braunschweig: „Baustelle Gesangbuch: Herausforderung und Chance des neuen Evangelischen Gesangbuches“
- 2023 Leer: „Perspektiven des Gottesdienstes im ländlichen Raum“

Auf der Tagung 1988 wurden am 8. Juni die „Helmstedter Thesen“ zur Verantwortung der Gemeinden für ihre Gottesdienste beschlossen. Sie gingen in einer Gesamtauflage von 35.000 Stück an die niedersächsischen Kirchenvorsteher und haben hier wie auch in der Aus- und Fortbildungsarbeit ein großes Echo gefunden. Die Konferenz blieb also beharrlich bei ihrem ursprünglichen Thema: Gottesdienst als Sache der Gemeinde.

## Arbeitsprojekte
Zahlreiche Arbeitsprojekte wurden von Mitgliederausschüssen in Angriff genommen. Beispielhaft seien erwähnt: Stellungnahme zur Erneuerten Agende, zur Revision des Lektionars und der Predigtperikopen, neue Präfamina (Hinführungen zu den Schriftlesungen) und andere Arbeitshilfen in der Reihe Neues für den Gottesdienst.
Seit der Adventszeit 1987 gibt die LKN eine Arbeitshilfe für die Gottesdienste heraus – nach dem Erscheinen des EGb als Arbeitshilfe zum Evangelischen Gottesdienstbuch. Gestaltungshilfe für die Sonn- und Festtage des Kirchenjahres. Hier werden die von der LKN in Zusammenarbeit mit anderen Gremien entwickelten Grundsätze für den Sonn- und Feiertagsgottesdienst der Gemeinde praktisch umgesetzt. Gottesdienst und Predigt als konzertierte Aktion, als Einheit und Vielfalt zugleich, als Zusammenwirken von Ämtern und Gaben im Hören, Ausrichten und Bedenken der biblischen Botschaft „mit Herzen, Mund und Händen“. „Gottesdienst als Tat der Gemeinde“ wurde also inzwischen auch als Beteiligung der Gemeinde verstanden, etwa durch das Lektorenamt oder die Mitwirkung von Gemeindekreisen. Die Perspektive bei der Vorbereitung von Predigt und Gottesdienst hat sich damit verändert: Jahrhunderte lang stand am Anfang die Predigt. Allenfalls waren die Predigenden in einem fortgeschrittenen Stadium der Ausarbeitung bereit, den für den Gemeindegesang Zuständigen schon einmal ein Predigtlied mitzuteilen. Nachdem die Predigt „stand“, wurde – in mehr oder minder starker Bindung an eine Gottesdienstordnung – ein „liturgischer Rahmen“ ins Auge gefasst. In der neuen Sichtweise aber erwächst die Predigt aus einem gottesdienstlichen Gesamtkonzept. Man könnte von „integraler Gottesdienstvorbereitung“ sprechen, und zwar in den vier Schritten dieser Arbeitshilfen: Nach Überlegungen zum Ort im Kirchen- und Kalenderjahr werden „Angebote der Liturgie“ und „Aussagen des Gottesdienste“ gesichtet, anschließend „Vorschläge zur Gestaltung des Gottesdienstes“ zusammengestellt.
Der „Liederkompass für die Sonn- und Festtage des Kirchenjahres“, den die Liturgische Konferenz Niedersachsens im Dezember 2014 erstmals vorlegte, ist das jüngste Arbeitsprojekt. Er möchte eine Orientierung für diejenigen bieten, die Gottesdienste vorbereiten – sowohl im Hinblick auf die unterschiedlichen gottesdienstlichen Teile, Themen, Akzentuierungen und Zielgruppen, als auch auf die über das Evangelische Gesangbuch hinausgehenden Möglichkeiten. Gottesdienste mit Kindern und Konfirmanden sind dabei ebenso im Blick wie die „Gottesdienste von Monat zu Monat“. Für jeden Sonn- und Festtag sind Vorschläge gemacht für die Entfaltung der Eingangsliturgie, für jeden Text der Perikopenreihen I–VI und Taufe, Abendmahl und Segen – in erster Linie aus dem EG mit dem Regionalteil Niedersachsen/Bremen, den „LebensWeisen“ und dem „Liederheft für Kirche mit Kindern“. Ferner sind neben weiteren Regionalteilen drei neue Gesangbücher berücksichtigt – aus Bayern, Berlin-Brandenburg und von der Evangelischen Studentengemeinde. Die zweite, vollständig überarbeitete Auflage berücksichtigt die Ergebnisse der Perikopenrevision 2018 und drei weitere Liedsammlungen.
Liturgische Arbeit in Niedersachsen – regional und überregional
Nach 2007 haben keine zentralen Jahrestagungen mehr stattgefunden. An ihre Stelle sind regionale „Liturgische Praxistage“ (Neudeutsch gesprochen: „Worship-Workshops“) getreten, die schon seit den 1990er Jahren veranstaltet wurden, aber nun mehr und mehr an Bedeutung gewannen. Schon seit den Anfängen der Konferenz war man bestrebt, regionale Arbeitsgruppen zu bilden mit entsprechender Praxisnähe. Lange Zeit mit geringem Erfolg. (Rühmliche Ausnahmen war in neuerer Zeit Regionalgruppe in der braunschweigischen Landeskirche und in Osnabrück.) Doch haben sich die Voraussetzungen hierfür inzwischen anscheinend verbessert. Man ist nicht mehr gern so lange und so weit von der Gemeinde und von zuhause fort. Und man kommt so schneller zur Sache.
Die Anfänge der Konferenz leben aber noch in anderer Weise wieder auf: als Neubesinnung auf einen älteren, weiteren Begriffe von Raum „Niedersachsen“, der ja ethnisch-kulturell den gesamten nordwestdeutschen Raum einschließlich Mecklenburgs umfasst. So hatte es doch angefangen: Gründung in Bremen, erster Vorsitzender in Hamburg, erste Tagungen in Lübeck und Schwerin! Und hatte die Konferenz nicht immerhin schon 1979 wieder einen Vorstoß in die nordelbische Kirche, nach Hamburg unternommen? Damals tagte man in der Katholischen Akademie Hamburg und feierte mit dem Konferenzmitglied Hauptpastor Hans Jürgen Quest ein „Fest Gottesdienst“ im Michel mit ca. 1700 Teilnehmenden. Inzwischen hat die LKN seit Längerem wieder eine Reihe nordelbischer und Bremer Mitglieder. Praktisch allerdings wirkte sie seit der Neugründung 1957 fast ausschließlich nur noch in den Grenzen des heutigen Bundeslandes Niedersachsen. Und sie hatte ihr Zentrum im Hannöverschen.

## Die LKN und die Ev.-luth. Landeskirche Hannovers
Die enge Verbindung zu Hannover zeigt sich schon an den Vorsitzenden und Geschäftsführern im Vorstand der Konferenz seit 1957:
Vorsitzende
- Friedrich Frerichs (1957–1969), Hannoversche Landeskirche
- Walter Lührs (1969–1977), Hannoversche Landeskirche
- Hans Jürgen Kalberlah (1977–1988), Braunschweigische Landeskirche
- Joachim Stalmann (1988–2003), Hannoversche Landeskirche
- Ute Schneider-Smietana (2003–2007), Hannoversche Landeskirche
- Hans-Günther Waubke (2007–2019), Hannoversche Landeskirche
- Christian Windhorst (seit 2019), Hannoversche Landeskirche

Geschäftsführer
- Walter Lührs (1957–1969), Hannoversche Landeskirche
- Joachim Stalmann (1969–1988), Hannoversche Landeskirche
- Werner Reich (1988–2005), Hannoversche Landeskirche
- Christoph Herbold (seit 2005), Hannoversche Landeskirche

Nur ein Vorsitzender kam demnach aus einer anderen Landeskirche, keiner der Geschäftsführer.
In der Zeit von 1972 bis 2003 befand sich die Geschäftsstelle der LKN in der – 1972 neu gegründeten – Arbeitsstelle für Gottesdienst und Kirchenmusik neben der hannoverschen Marktkirche (heute Hanns-Lilje-Haus). Dort war Joachim Stalmann von Anbeginn bis 1996 (dem Jahr seiner Pensionierung) und Werner Reich von 1985 bis zum Jahr 2003 (seiner Rückkehr in ein Gemeindepfarramt) tätig. Ihnen standen das Sekretariat und die anderen Einrichtungen des Hauses zur Verfügung. Die Hauszeitschrift „Für den Gottesdienst“ wurde bis 2003 von der Arbeitsstelle und Liturgischer Konferenz Niedersachsens gemeinsam herausgegeben. Die LKN bildete damals sozusagen einen Transmissionsriemen zu anderen niedersächsischen Kirchen. Diese bekamen in hoher Stückzahl „Für den Gottesdienst“ und konnten über die Konferenz die Referenten der Arbeitsstelle für Referate, Seminare usw. einladen. Reich und Stalmann wirkten z. B. auch bei der Vikarsausbildung in Braunschweig und Schaumburg-Lippe mit, besuchten Propsteikonvente in Braunschweig und Kreiskonvente im Oldenburgischen. Auch in Nordelbien, sowie in der – doch ebenfalls dem niedersächsischen Raum zuzurechnenden – Altmark, Brandenburg und Sachsen wurden die beiden in der Arbeitsstelle angesiedelten Vorstandsmitglieder in Fortbildung oder Konventsarbeit um Mitarbeit gebeten. Von den zweiundzwanzig oben genannten Jahrestagungen fanden neun außerhalb der Landeskirche Hannovers statt. Die hannoversche Arbeitsstelle wurde 2004 in das neue Zentrum für Gottesdienst und Kirchenmusik im Michaeliskloster Hildesheim eingegliedert.